# Нёрфених
Нёрфених (нем. Nörvenich) — община в Германии, в земле Северный Рейн-Вестфалия.
Подчиняется административному округу Кёльн. Входит в состав района Дюрен.  Население составляет 11 045 человек (на 31 декабря 2010 года). Занимает площадь 66,2 км².
Коммуна подразделяется на 14 сельских округов.
На территории коммуны располагается Замок Бинсфельд.